# COX-3
COX-3 é uma recente descoberta de  isoforma de ciclo-oxigenase, encontrada no cérebro, medula espinhal e coração. A estrutura química corresponde a da COX-1, exceto pelo íntron 1.
Foi sugerida por Daniel L. Simmons e sua equipe e acredita-se que este tipo esteja presente no sistema nervoso central devido os efeitos do paracetamol (provável inibidor mais seletivo desta forma) e não tanto de COX-2 e COX-1 na periferia.
Modula a dor e febre no SNC